# Vantage Point (альбом)
Vantage Point — пятый студийный альбом группы Deus из Бельгии, выпущенный 18 апреля 2008 года.
Альбом записан в студии группы недалеко от Антверпена.
Вскоре после релиза Vantage Point, альбом получил статус золотого в Бельгии. По прошествии пяти месяцев был получен платиновый статус.

## Список композиций
1. «When She Comes Down» (Tom Barman, Mauro Pawlowski, Klaas Janzoons, Alan Gevaert, Stéphane Misseghers) (5:05)
2. «Oh Your God» (Tom Barman, Mauro Pawlowski, Klaas Janzoons, Alan Gevaert, Stéphane Misseghers) (3:51)
3. «Eternal Woman» (Tom Barman, Mauro Pawlowski) (4:22) — с Lies Lorquet из Mintzkov
4. «Favourite Game» (Tom Barman) (4:11)
5. «Slow» (Tom Barman, Mauro Pawlowski, Klaas Janzoons, Alan Gevaert, Stéphane Misseghers) (6:08) — с Karin Dreijer Andersson из The Knife
6. «The Architect» (Tom Barman, Mauro Pawlowski, Klaas Janzoons, Alan Gevaert, Stéphane Misseghers) (3:56)
7. «Is a Robot» (Tom Barman, Mauro Pawlowski) (4:57)
8. «Smokers Reflect» (Tom Barman) (4:26)
9. «The Vanishing of Maria Schneider» (Tom Barman) (4:43) — с Guy Garvey из Elbow
10. «Popular Culture» (Tom Barman, Mauro Pawlowski) (4:56)

## Синглы
| Год  | Название              | Позиция в бельгийском чарте | Примечания                       |
| ---- | --------------------- | --------------------------- | -------------------------------- |
| 2008 | «The Architect»       | 2                           | Только для Бельгии, февраль 2008 |
| 2008 | «Slow»                | 43                          | Февраль 2008                     |
| 2008 | «Eternal Woman»       | 38                          | Май 2008                         |
| 2008 | «When She Comes Down» | 49                          | Май, 2008                        |

## Над альбомом работали
- Струнные аранжировки Klaas Janzoons
- Рисунки для оформления Michaël Borremans
- Дизайн альбома Rob Crane
- Тексты написал Tom Barman
- Мастеринг Howie Weinberg
- Сведение, звукоинженер — Joe Hirst
- Авторы музыки Mauro Pawlowski (песни: 3, 7), Barman (песни: 3, 4, 7 to 10), Deus (песни: 1, 2, 5, 6)
- Продюсер и сведение Dave McCracken
- Записано (additional recording), programmed by CJ Bolland, Кэтрин Маркс, Euan Dickinson[3]